# Aachen-Lütticher Möbel

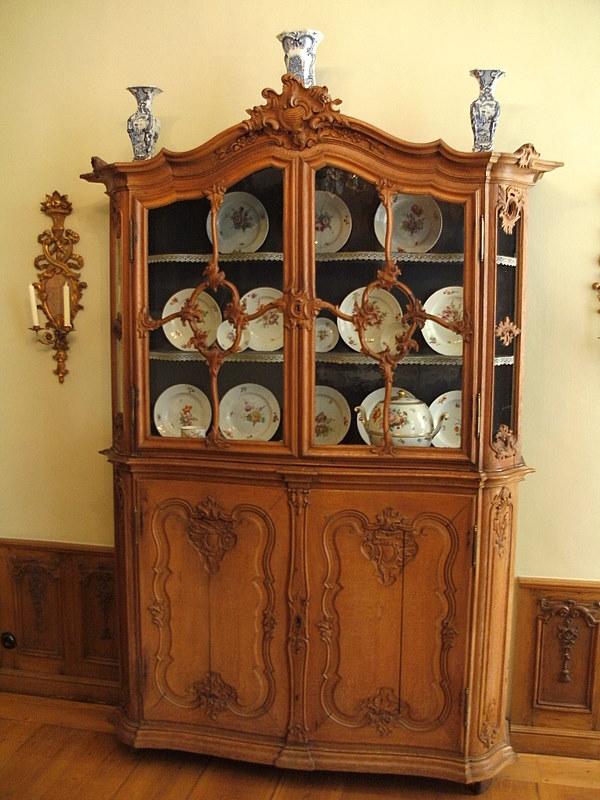
Vitrinenschrank im Aachen-Lütticher Stil (Couven-Museum, Aachen)

Als Möbel im Aachen-Lütticher Stil (oder auch Aachen-Lütticher Barock) werden Möbel aus dem 18. Jahrhundert bezeichnet, die im Raum Lüttich-Maastricht-Aachen-Monschau-Verviers gefertigt wurden. Ein Charakteristikum dieser Möbel ist die Holzsichtigkeit, das heißt, dass das Holz nicht durch ein Furnier oder eine Farbschicht bedeckt ist und dass die Ornamentik alleine durch Holzschnitzwerk gebildet ist und nicht durch aufgesetzte versilberte oder vergoldete Metallbeschläge oder Ähnliches.

## Geschichte
Die Blütezeit des Aachen-Lütticher Möbelstils lag im Spätbarock und Rokoko. Politisch war Aachen damals Freie Reichsstadt, kirchlich gehörte die Stadt zum Bistum Lüttich. Der Aachen-Lütticher Raum war zu dieser Zeit auf dem Gebiet der Kunst stark nach Frankreich ausgerichtet. Die Stilrichtungen wurden daher vor allem mit ihren französischen Namen Régence und Louis-quinze bezeichnet, auch Übergänge zum frühklassizistischen Louis-seize sind bei den Aachen-Lütticher Möbeln noch feststellbar.
Im 17. Jahrhundert hatte die Möbelfertigung im Aachen-Lütticher Raum noch keine besonderen Eigenheiten. Vorbild war zu der Zeit die holländische Möbelschreinerei. Erst ab Anfang des 18. Jahrhunderts entwickelte sich zunächst in Lüttich und dann in Aachen ein eigener Stil, der an Möbeln mit Régence-Verzierungen erkennbar ist.

## Merkmale

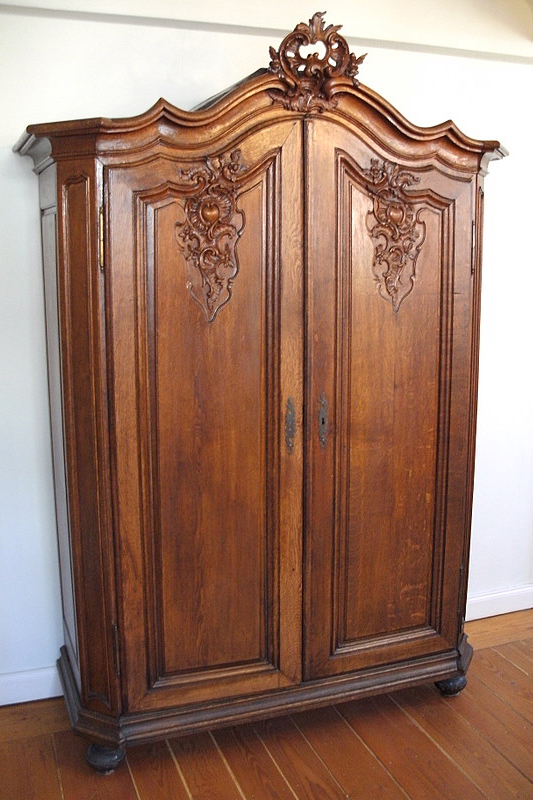
Kleiderschrank der Aachener Variante, deutlich erkennbar die „Aachener Nase“ im oberen Abschlussgesims (Couven-Museum, Aachen)

Die Aachen-Lütticher Möbel sind in der Regel aus Eichenholz gefertigt. Während andernorts beim Möbelbau oft die Faser des verwendeten Holzes geschnitten wurde und diese Schnittstellen zur Dekoration mit Furnier, Lackfarbe oder einem Metallbeschlag überdeckt wurden, legte man im Aachen-Lütticher Raum Wert darauf, die Holzfaser zu schonen und ohne zusätzliche Applikationen die natürliche Maserung des Holzes selbst als Dekoration hervorzuheben. Dazu wurde das Holz noch gebeizt, gewachst und gebürstet.
Auch wenn die Aachen-Lütticher Möbel aufgrund des Kontakts und Arbeitskräfteaustauschs zwischen den beiden Nachbarstädten viele gemeinsame Stilmerkmale haben, gibt es doch auch Unterschiede, aus denen sich erkennen lässt, ob ein Möbel in Aachen oder Lüttich hergestellt wurde.
- Aachener Vitrinenschränke sind in der Regel in einem Stück gefertigt, während Lütticher Möbel meist aus einem Unterschrank und einem etwas zurückgesetzten Vitrinenaufsatz bestehen.
- Das Schnitzwerk Lütticher Möbel ist aufwändiger, wirkt dadurch aber teilweise „aufgesetzt“, während es bei Aachener Möbeln einfacher ist und organischer wirkt. Als Motiv werden in Aachen Blumenmotive und Blätter- und Blütenranken bevorzugt, während in Lüttich das Rocaille-Motiv vorherrscht. Bei Aachener Möbeln liegt das Schnitzwerk meist vertieft und wird von der stehengebliebenen Schnitzfläche gerahmt.
- Aachener Schränke haben in dem geschwungenen Abschlussgesims eine Gehrung im 90°-Winkel, die als „Aachener Nase“ bezeichnet wird.
- Aachener Möbel haben oft einen bohnenförmigen Binnenspiegel in der krönenden Rocaille.

## Möbelarten

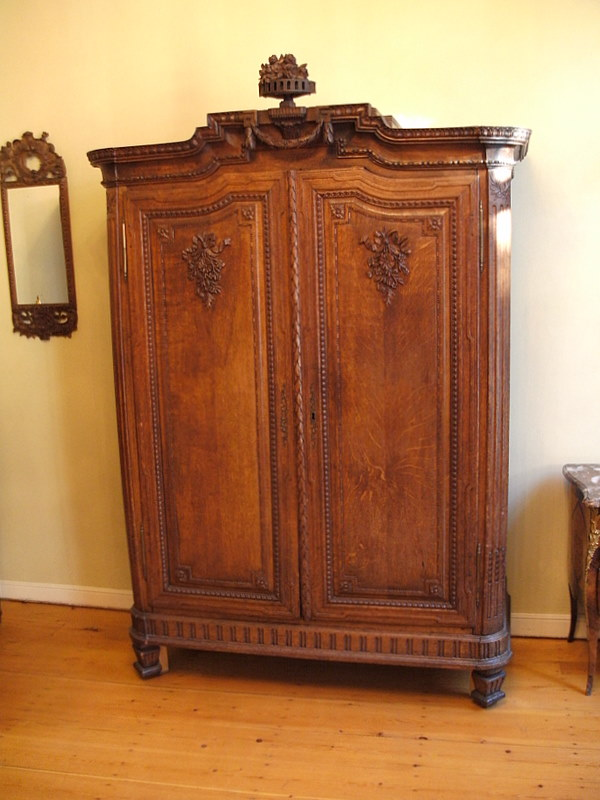
Kleiderschrank der Lütticher Variante (Couven-Museum, Aachen)

Das Prunkstück der Aachen-Lütticher Möbel ist der Glas- oder Vitrinenschrank, in dem das Porzellan des Hauses zur Schau gestellt wurde, das zu jener Zeit noch ein absoluter Luxusartikel war. In seinem unteren Teil hat er Holztüren, in seinem oberen Teil verglaste Türen. Oft sind die Ecken des Oberteils abgeschrägt und ebenfalls verglast, manchmal sind sogar die Seitenwände verglast. Geschnitzte Holzsprossen unterteilen die Glasscheiben der Türen. Zwischen Holztüren und Glastüren kann noch ein Bereich mit Schubladen eingebaut sein.
Kleiderschränke und Wäscheschränke sind einteilig mit zwei Holztüren, die durch Schnitzwerk geschmückt sind. Die kleineren Wäscheschränke stehen meist auf hohen geschwungenen Beinen, die höheren Kleiderschränke auf kurzen dicken Füßen oder abgeplatteten Kugeln.
Die Kommode ist ein halbhohes Möbel, das nur mit Schubladen versehen ist. Mit Schnitzwerk verziert sind dabei vor allem die Frontseiten der Schubladen.
Bei dem Schreibschrank oder Sekretär ist zwischen einem Unterteil, der mit Türen oder Schubladen versehen ist, und einem zurückgesetzten Oberteil ein Hohlraum eingebaut, der durch eine schräge Deckplatte verschlossen ist, die beim Aufklappen als Schreibunterlage dient.
Auch Standuhren wurden als Möbel im Aachen-Lütticher Stil gebaut. In dem langen schmalen Schrankkasten hängen die Gewichte und ein langes Pendel, das mit kleiner Amplitude schwingt, wodurch eine hohe Ganggenauigkeit erzielt wird. Standuhren wurden auch mit anderen Möbeltypen wie Kommoden oder Schreibschränken zu sogenannten Kombinationsmöbeln zusammengebaut.
Normalerweise haben diese Möbel einen rechteckigen Grundriss, es gibt aber auch dreieckige Schränke und Standuhren für das Aufstellen in den Zimmerecken.

## Sammlungen
Eine wichtige Sammlung von Möbeln im Aachen-Lütticher Stil, darunter vor allem von Vitrinenschränken, befindet sich im Couven-Museum in Aachen. Andere Museen mit
Aachen-Lütticher Möbel sind das Musée d’Ansembourg und das Grand Curtius in Lüttich, die Königliche Museen für Kunst und Geschichte in Brüssel und das Museum aan het Vrijthof in Maastricht.